# Nops bellulus
Nops bellulus är en spindelart som beskrevs av Chamberlin 1916. Nops bellulus ingår i släktet Nops och familjen Caponiidae.
Artens utbredningsområde är Peru. Inga underarter finns listade i Catalogue of Life.